# Рандалу, Калле Альфредович
Калле Альфредович Рандалу (эст. Kalle Randalu; 25 ноября 1956, Таллин, Эстонская ССР) — советский и эстонский пианист, музыкальный педагог. Народный артист Эстонской ССР (1987).

## Биография
Музыкальную карьеру начинал в детском хоровом коллективе. В 1971 году Рандалу с успехом выступил на Международном конкурсе для детей и юношества имени Коциана в ЧССР, затем стал победителем межреспубликанского соревнования в Таллине.
Окончил Эстонскую академию музыки и театра. Ученик профессора Бруно Лукка. Позже совершенствовал свои навыки в Московской консерватории под руководством Л. Н. Власенко.
Был удостоен третьей премии на шумановском конкурсе в Цвиккау (1981), затем в 1982 году, выступая за СССР, стал лауреатом VII Международного конкурса имени Чайковского (четвертая премия). В 1985 году завоевал первую премию международного конкурса пианистов в Мюнхене.
С 1980 по 1988 год К. Рандалу — солист Государственной филармонии Эстонской ССР, с 1982 по 1983 год — музыкальный редактор на Эстонском радио, в 1984—1988 годах — преподавал игру на фортепиано в Таллиннской государственной консерватории и Таллиннской музыкальной школе (Tallinna Muusikakeskkool).
С 1988 года живет в Карлсруэ, Германия. Профессор Высшей школы музыки Карлсруэ. Занимается активной гастрольно-концертной деятельностью.

## Дискография
- Jaan Rääts. Marginalia. 2014 Estonian Record Productions, ERP 5814
- Great Maestros I (koos ERSO ja Neeme Järviga). 2016 Estonian Record Productions, ERP 8916
- Great Maestros II (koos ERSO ja Neeme Järviga). 2016 Estonian Record Productions, ERP 9016

## Награды
- Заслуженный артист Эстонской ССР (1982)
- Народный артист Эстонской ССР (1987)
- Орден Белой звезды 4-го класса (2001)
- Премия Эстонского культурного фонда (2006)
- Доктор Honoris Causa Эстонской академии музыки и театра (1999)